# 紀元前328年
紀元前328年（きげんぜん328ねん）は、ローマ暦の年である。
当時は、「プロスルスとスカプラが共和政ローマ執政官に就任した年」ないし「デキアヌスとバルバトゥスが共和政ローマ執政官に就任した年」として知られていた（もしくは、それほど使われてはいないが、ローマ建国紀元426年）。紀年法として西暦（キリスト紀元）がヨーロッパで広く普及した中世時代初期以降、この年は紀元前328年と表記されるのが一般的となった。

## 他の紀年法
- 干支 : 癸巳
- 日本
  - 皇紀333年
  - 孝安天皇65年
- 中国
  - 周 - 顕王41年
  - 秦 - 恵文君10年
  - 楚 - 懐王元年
  - 斉 - 威王29年
  - 燕 - 易王5年
  - 趙 - 粛侯22年
  - 魏 - 恵王後元7年
  - 韓 - 宣恵王5年
- 朝鮮
  - 檀紀2006年
- ベトナム :
- 仏滅紀元 : 217年
- ユダヤ暦 :

## できごと

### マケドニア
- 東征中のマケドニア王国国王アレクサンドロス3世は、前年に反乱を起こしていたスピタメネスを滅ぼし、バクトリア及びソグディアナを完全に制圧してアケメネス朝ペルシアの支配地域を完全に制圧することに成功した。これを機にアレクサンドロスはペルシアとの融和政策を開始し、スピタメネスと並ぶバクトリアの有力者であったオクシュアルテスの娘ロクサネを娶った[1]。

### 中国
- 秦の公子華と張儀は、魏に出兵して攻撃し、蒲陽を取る。張儀は秦の恵文王に、蒲陽を返還することと、公子繇を魏へ人質に出すことを請う。張儀は魏の恵王に「秦はこんなにも魏を厚遇しています。魏は秦に無礼であることはできません」と言う。魏は秦に上郡（現在の陝西省楡林市付近）15県を献上する。張儀は秦の宰相となる。